# Istana Besar

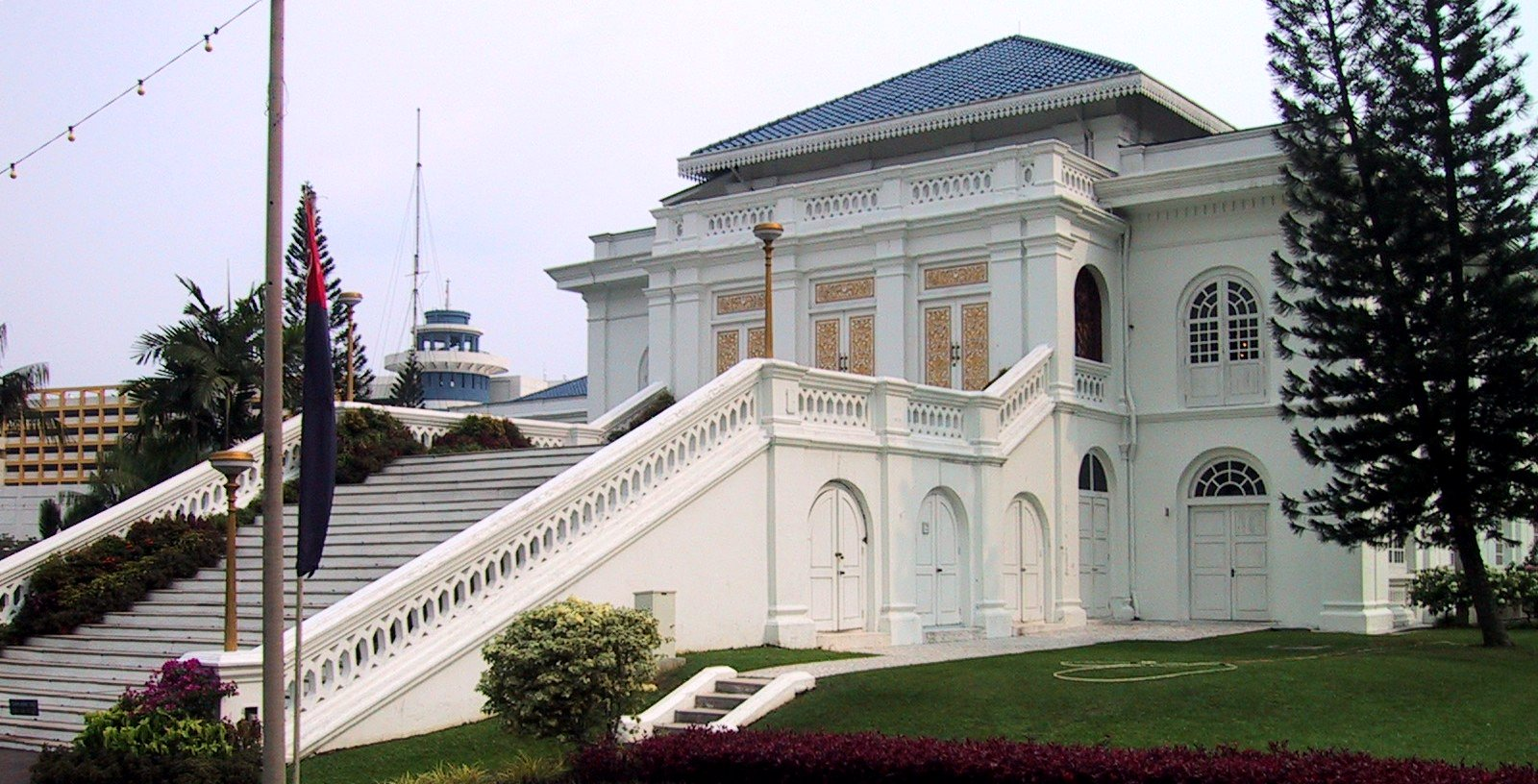
Istana Besar

Der Istana Besar (auf Deutsch Großer Palast) ist der Palast des Sultans von Johor in Malaysia. Er befindet sich in der Stadt Johor Bahru. Unter Sultan Abu Bakar wurde das Gebäude 1866 errichtet. Der Palast fungiert auch als Museum, das Abu Bakar Museum.